# لاري تي ويمر
لاري تي ويمر (بالإنجليزية: Larry T. Wimmer)‏ هو قسيس واقتصادي أمريكي، ولد في 8 ديسمبر 1935.